# Uridina difosfoglucosio
L'uridina difosfoglucosio (o UDPG) è una molecola ad alta energia che prende parte alla sintesi del glicogeno: è il donatore di un glucosio nella reazione di sintesi della catena, catalizzata dalla glicogenosintasi.
L'UDPG si forma a partire dal glucosio-1-fosfato e UTP, ad opera dell'enzima UDPG pirofosforilasi.
È costituita da una molecola di uridina nucleotidedifosfato e da una di glucosio.